# Alfred von Pallavicini
Alfred Margrave von Pallavicini (Sopron, 26 maggio 1848 – Gruppo del Glockner, 26 giugno 1886) è stato un alpinista, sportivo e militare austriaco. Era considerato all'epoca l'uomo più forte di Vienna per aver sollevato per primo 100 chilogrammi con il bilanciere.

## Biografia
Proveniente dalla nobile famiglia italo-austriaca dei Pallavicini, Pallavicini fu tenente del Corpo dei cacciatori alpini austro-ungarici fino alla fine della guerra austro-prussiana nel 1866 e successivamente ufficiale di riserva nel Reggimento cacciatori imperiali tirolesi.
Oltre a numerose prime ascensioni sui monti del Dachstein, nelle Dolomiti e sul Suldengrat del Königspitze, Pallavicini divenne famoso grazie alla prima salita di una goulotte di ghiaccio alta 600 metri e ripida fino a 55 gradi sul Großglockner, che in seguito prese il suo nome. In questa impresa il 18 agosto 1876 fu accompagnato dalle tre guide alpine Johann Kramser, Georg Bäuerle e Josef Tribusser. Poiché l'uso dei ganci da ghiaccio fu introdotto solo nel 1924 da Willo Welzenbach, le guide alpine dovettero scavare 2.500 gradini nel ghiaccio con le piccozze durante la salita nel canalone. La seconda salita della Pallavicini ebbe luogo 23 anni dopo.
Pallavicini fu membro fondatore del Österreichischer Alpenklub, fondato nel 1878. Nello stesso anno divenne la prima persona a sollevare 100 kg.
Nel gruppo del Glockner, dove Pallavicini aveva ottenuto i suoi maggiori successi, morì anche lui il 26 giugno 1886. Durante la salita sulla Glocknerwand, lui e i suoi tre compagni caddero poco sotto la vetta dopo la rottura di una cornice. Le loro tombe si trovano nel cimitero degli alpinisti a Heiligenblut am Großglockner.

## Riconoscimenti
Martin Gratz nel 2014 ha girato il film "Stüdlgrat Erstbesteigung 1864", un documentario storico sulla prima salita del Grossglockner del 18 agosto 1876 ad opera di Alfred von Pallavicini.